# Bertram Macdonald
Bertram Hector „Bert” Macdonald (ur. 25 maja 1902 w Kings Norton, obecnie Birmingham, zm. 28 grudnia 1965 w Wellesbourne) – brytyjski lekkoatleta (długodystansowiec), wicemistrz olimpijski z 1924.
Na igrzyskach olimpijskich w 1924 w Paryżu zdobył srebrny medal w biegu na 3000 metrów drużynowo, razem z kolegami z zespołu Herbertem Johnstonem i George’em Webberem. Do wyników drużyny liczyły się miejsca trzech najlepszych zawodników zespołu. Macdonald zajął indywidualnie 3. miejsce.
Był mistrzem Wielkiej Brytanii (AAA) w biegu na milę w 1925.
Przez wiele lat był pracownikiem firmy Cadbury.